# サンシャイン60通り
サンシャイン60通り（さんしゃいんろくじゅうどおり）は東京都豊島区東池袋にある通りである。豊島区道。サンシャインシティオープン当初は60階通りであった。

## 概要
池袋駅とサンシャインシティを結ぶ動線を形成し、池袋最大の繁華街を貫通する。グリーン大通り（区道）の東口五差路交差点から北東に分岐し、東京都道435号音羽池袋線（サンシャイン60通り交差点）に至る。音羽池袋線との交差点付近からサンシャインシティまで地下通路が整備されている。車両の通行は一部の時間のみ可能である。区間全体の地下には東京メトロ丸ノ内線が通る。
なお、俗称として「サンシャイン通り」と略称されることがあるが、本来のサンシャイン通りは本道の1本北の道であり、誤りである。
また、キャッチセールスが非常に多く、池袋駅前をはじめとする地元では注意喚起の放送を頻繁に流している。

## 店舗
映画館、アミューズメント施設、飲食チェーン店、衣料チェーン店などが立ち並ぶ。池袋駅方面からサンシャインシティに向かって列挙すると次のとおり。

### 右列
- ミルキーウェイ（富士喜ビル2F）喫茶店
- GiGO総本店
- マツモトキヨシ池袋Part2店
- ヒューマックスパビリオン東池袋
  - namco池袋店（地下1 - 1F）
  - ブックオフ池袋サンシャイン60通り店（2 - 3F）
  - 池袋HUMAXシネマズ（6 - 10F）
- ABCマートGrand Stage池袋店

など

### 左列
- ロッテリア池袋東口店
- ABCマート池袋店
- アドアーズサンシャイン
- ミクサライブ東京
- 池袋スクエア
  - ラウンドワン池袋店 - 2012年12月開店
  - ダイマル水産
  - サイゼリヤ池袋60階通り2号店
- 池袋グローブ
  - ユニクロサンシャイン60通り店 2014年3月14日開店
- サントロペ池袋
  - 東京レジャーランド池袋店

など

## 閉店、移転した主な店舗
- Cafe SPAZIO（富士喜ビル1F）イタリア料理 2019年5月6日閉店
- JTB首都圏トラベルゲート池袋 2013年1月、サンシャイン60通りの外れに移転
- オーバン池袋店 東日本大震災の影響により2011年3月閉店
- サンドラッグ池袋東口サンシャイン通り店 2021年4月19日閉店
- ケンタッキーフライドチキン池袋サンシャイン通り店 2021年1月17日閉店
- シネマサンシャイン グランドシネマサンシャインと名称変更の上キュープラザ池袋へ移転
- アメリカン・イーグル池袋店 日本国内撤退に伴い2019年12月31日閉店
- イケブクロ・ロクマルビル（旧交通公社池袋ビル→JTB池袋ビル）
  - デニーズ池袋東口店　2020年9月24日閉店
  - ソフトバンク池袋サンシャイン通り店
  - ドトールコーヒー池袋60階通り店 2020年9月27日閉店
- 池袋GiGO 2021年9月20日閉店[1]
  - サイゼリヤ 池袋60階通り店（地下2F）
- 松屋池袋サンシャイン通り店　2020年12月30日閉店
- シルクハット池袋 2021年1月11日閉店